# Руис Майнарди, Рубен Дарио
Рубен Дарио Руис Майнарди (исп. Rubén Darío Ruiz Mainardi; род. 17 ноября 1964, Кордова, Аргентина) — аргентинский прелат и ватиканский дипломат. Титулярный архиепископ Урсоны с 28 октября 2024. Апостольский нунций в Бенине и Того с 28 октября 2024. 